# Aghía Ánna (Eubée)
Aghía Ánna (en grec moderne : Αγία Άννα, Sainte-Anne) est un village du nord-est de l'île d'Eubée, sur la côte égéenne en Grèce.
Avant le programme Kallikratis, le village était le siège de la municipalité du Nélée, qui tient son nom du fleuve la traversant. Depuis 2011, il appartient au dème de Mantoúdi-Límni-Agía Ánna.